# Крастьо Сарафов
Крастьо Сарафов (болг. Кръстьо Сарафов); нар. 6 квітня 1876, Ілинден — пом. 27 серпня 1952, Софія — відомий болгарський актор театру.
Президент Союзу Акторів Болгарії (1924–1925). У 1995 році його ім'ям назвали Національну академію театрального і кіномистецтва.

## Біографія

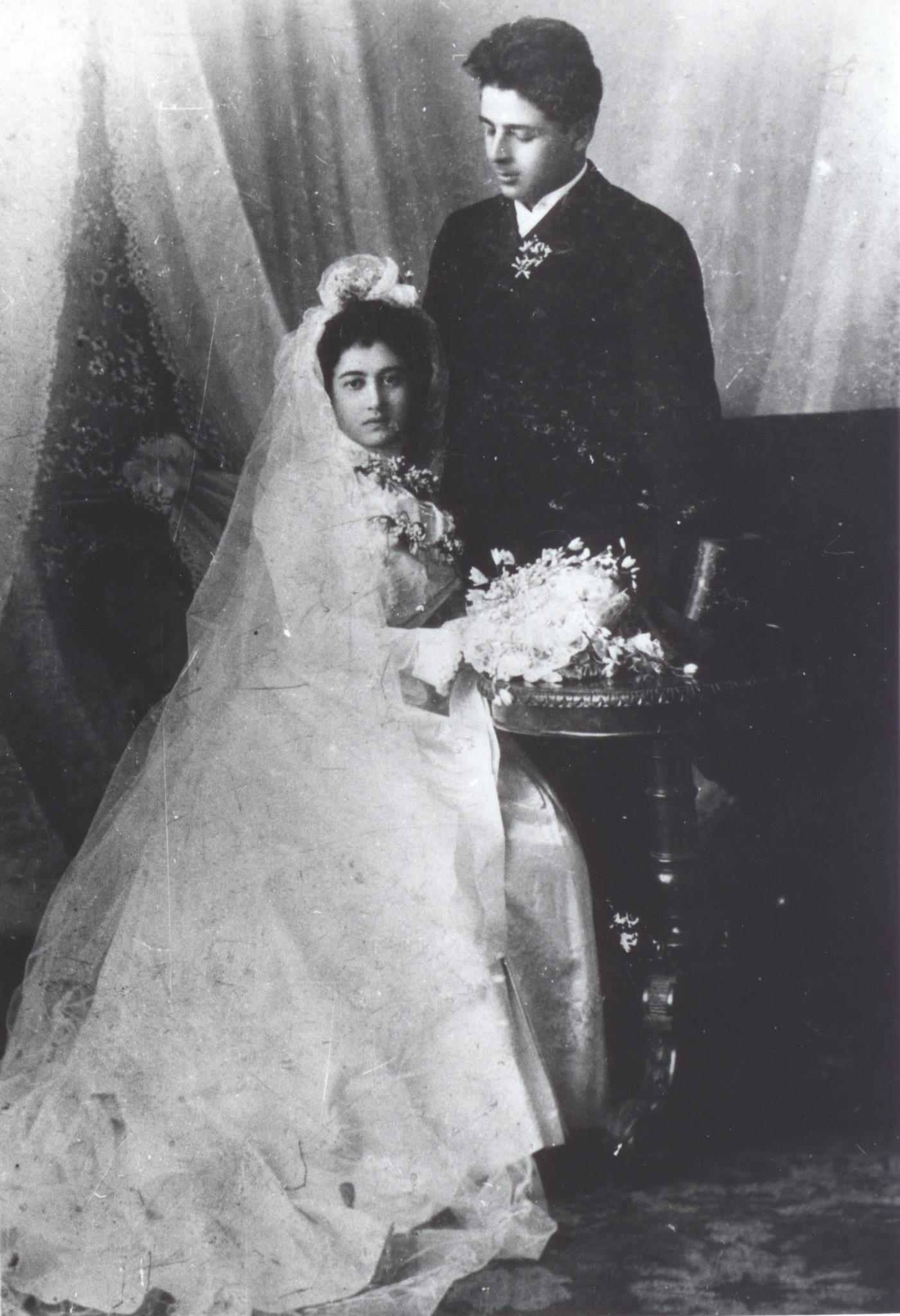
Крестьо з дружиною Донкою, 1901

Народився 6 квітня 1876 в селі Ілинден. Його батько Петер Сарафов, дядько Коста Сарафов та його дід архімандрит Харитон Карпузов були лідерами боротьби за незалежну болгарську церкву в Неврокопі та Серресі й активістами Болгарського Екзархату.
Батьки були проти, щоб їх син став актором і послали його на навчання в Едірне, щоб відвернути його від любові до театру. Після закінчення Едірнської болгарської чоловічої гімназії, повернувся додому й вирішив зайнятися мистецтвом, з'явившись на конкурс, який передбачав стипендію для навчання акторській професії за кордоном. У конкурсі брало участь 60 чоловік, з яких було відібрано четверо, серед них і Сарафов. Навчався в Петербурзі, в приватній драматичній школі. Розчарувавшись в ній, перейшов до Імператорської театральної школи, яку закінчив з відзнакою і повернувся додому.
У Болгарії дебютував у 1899 на сцені театру «Сълза и смяха» в гоголівському «Ревізорі», але більшу частину своїх ролей зіграв на сцені Національного театру.
Помер 27 серпня 1952 в Софії.